# Tropentis retzii
Tropentis retzii är en flockblommig växtart som först beskrevs av Fulgenzio Vitman, och fick sitt nu gällande namn av Constantine Samuel Rafinesque. Tropentis retzii ingår i släktet Tropentis och familjen flockblommiga växter. Inga underarter finns listade i Catalogue of Life.